# Newmanoperla hackeri
Newmanoperla hackeri är en bäcksländeart som beskrevs av Mclellan 1971. Newmanoperla hackeri ingår i släktet Newmanoperla och familjen Gripopterygidae. Inga underarter finns listade i Catalogue of Life.